# Brahim Déby
Brahim Déby Itno (6 de junho de 1980 - Courbevoie, 2 de julho de 2007) foi o filho do sexto presidente do Chade Idriss Déby. Alega-se que, em 2005, o presidente Déby realizou uma reunião secreta na qual ele expressou seu desejo de ter Brahim como seu sucessor em algum momento; isso teria causado um racha na família.